# Pteris marquesensis
Pteris marquesensis ist eine Pflanzenart aus der Gattung der Pteris innerhalb der Familie der Saumfarngewächse (Pteridaceae). Sie ist von zwei zu den Marquesas-Inseln im südlichen Pazifik gehörenden Inseln bekannt.

## Beschreibung

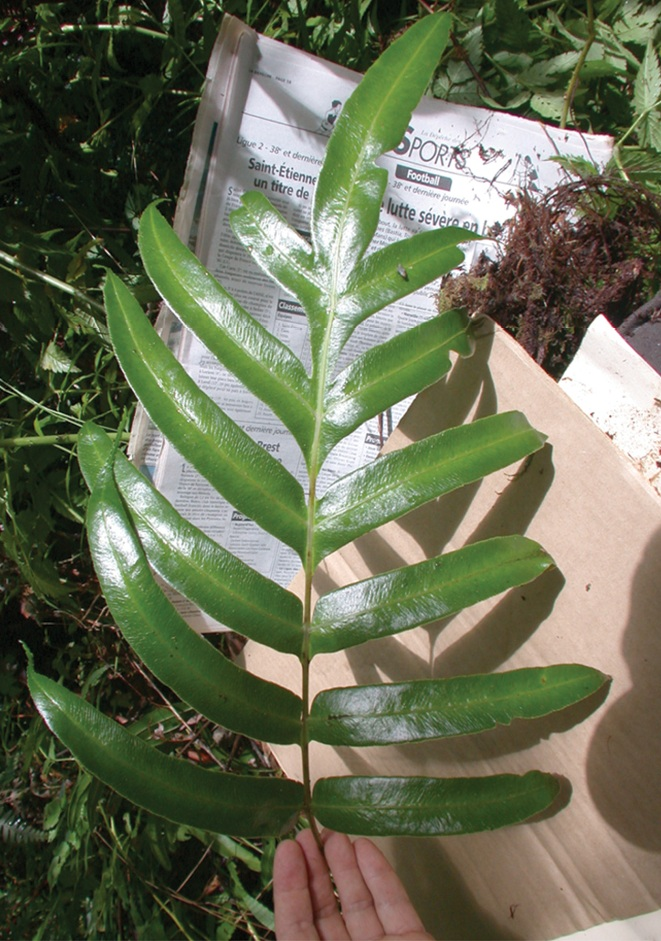
Farnwedel

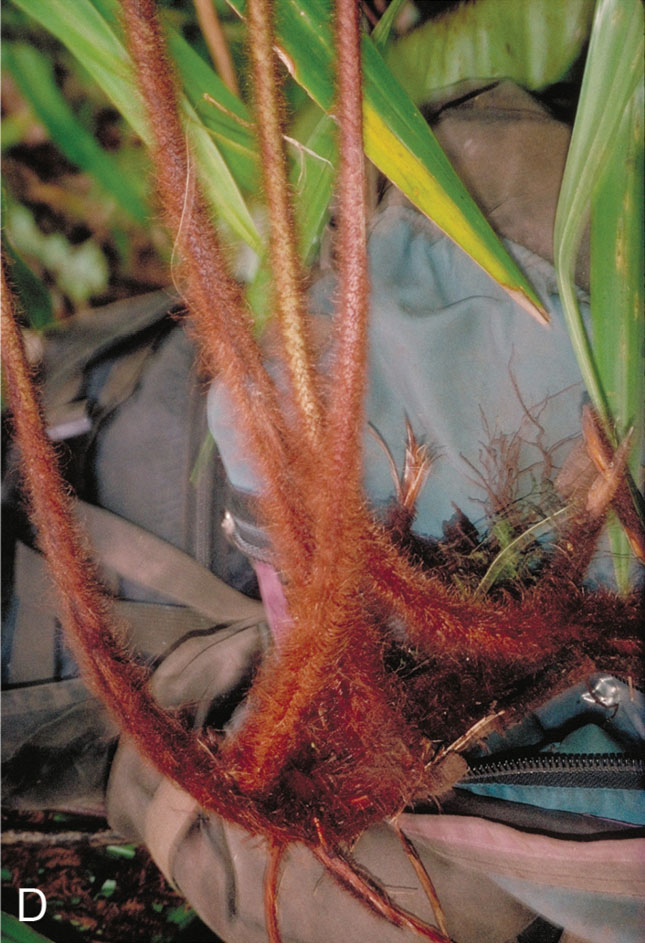
Das Rhizom mit der Wedelbasis

Pteris marquesensis ist eine ausdauernde krautige Pflanze. Sie wächst als großer terrestrischer Farn, also auf Erde. Er bildet ein kurzes kriechendes oder halb aufrechtes, Rhizom, welches an den Enden mit Schuppen bedeckt ist und einen Durchmesser von bis zu 2 Zentimetern besitzt. Zusammen mit der ebenfalls beschuppten Basis der Wedelstiele kann das Rhizom bis zu 15 Zentimeter groß werden. Häufig wachsen mehrere Rhizome nebeneinander. Die einheitlich glänzend rötlich braunen Schuppen an dem Rhizom und der Wedelbasis sind bei einer Länge von 15 bis 30 Millimeter sowie einer Breite von 0,5 bis 0,7 Millimeter linealisch. Die Schuppenränder sind annähernd ganzrandig oder selten mit kurzen Zähnen versehen. Zwischen diesen Schuppen befinden sich auch kleinere und schmälere Schuppen.
An den Enden des Rhizoms stehen vier bis sieben Wedel büschelartig angeordnet. Die strohgelben Wedelstiele sind 60 bis 134 Zentimeter und 0,4 bis 0,6 Zentimeter dick. Die Wedelstiele sind an der Oberseite gefurcht und vor allem im unteren Drittel dicht mit dunkelbraunen nadelförmigen Schuppen bedeckt. Die oberen zwei Drittel der Wedelstiele sind weniger dicht mit Schuppen bedeckt. Die Schuppen haben annähernd ganzrandige Ränder sowie eine fadenförmige Spitze.
Die einfach gefiederte Wedel sind bei einer Länge von 66 bis 90 Zentimetern sowie einer Breite von 35 bis 64 Zentimetern dreieckig-eiförmig und haben eine gefiederte Spitze die spitz zuläuft sowie einen stumpfe bis abgestutzte Basis. Sie enthalten sechs bis zehn Paare an pergamentartigen Fiederblättchen. Die Fiederblättchen sind bei größeren Wedeln einfach gefiedert, bei kleineren Wedeln aber ungefiedert. Die untersten ein bis fünf Paare an Fiederblättchen stehen an einen 2 bis 6 Millimeter langen Stiel, sind meist unregelmäßig gefiedert oder zur Basis hin gelappt, seltener auch ungefiedert und ungelappt. Bei sterilen Wedeln können sie gelegentlich auch zur Spitze hin gelappt sein. Die größten Fiederblättchen befinden sich auch im unteren Bereich des Wedels und werden 22 bis 36 Zentimeter lang und 11 bis 28 Zentimeter breit. Die leicht sichelartigen Fiederlappen an der unteren Seite dieser Fiederblättchen sind bei einer Länge von rund 13 Zentimetern und einer Breite von etwa 2,5 Zentimetern linealisch-länglich bis linealisch-dreieckig. Die Fiederlappen an der Oberseite dieser Fiederblättchen haben eine spitz oder zugespitzt zulaufende Spitze, welche bei kürzeren Lappen auch stumpf sein kann und werden nur etwa halb so lang wie jene auf der Unterseite. Die Fiederblättchen im mittleren und oberen Teil des Wedels sitzen am Wedelstiel auf und haben ganzrandige Ränder, wobei diese zu der Lappenspitze hin auch fein gesägt sein können. Die Fiederblattbasis liegt an der Oberseite am Wedelstiel an während sie an der Unterseite frei ist. Die strohfarbenen Mittelnerven der Fiederblättchen sind an der Oberseite gefurcht und mit einzelnen dunkelbraunen, nadelförmigen Schuppen bedeckt, welche bis zu 2 Millimeter lang sein können.
Die Sori befinden sich entlang der Fiederblattränder, fehlen aber an den gesägten Spitzen der Blättchen und werden von einem rund 1 Millimeter großen Indusium mit ganzrandigen Rändern bedeckt. Die Sporen sind mittelbraun gefärbt.

## Vorkommen
Pteris marquesensis kommt auf den Inseln Hiva Oa und Tahuata, die zu den Marquesas-Inseln im südlichen Pazifik gehören vor. Pteris marquesensis wächst dort in feuchten Wäldern und Buschland, welches von Crossostylis biflora, Freycinetia-Arten, Metrosideros collina und Weinmannia marquesana dominiert wird. Als vergesellschaftete Arten treten zudem Cyrtandra-Arten, der Nonibaum (Morinda citrifolia), Brechstrauch-Arten (Psychotria spec.), Vaccinium cereum sowie zahlreiche andere Gefäßsporenpflanzen wie Streifenfarne (Asplenium), Doodia marquesensis und Tmesipteris gracilis sowie verschiedene Laubmoose auf.

## Systematik
Die Erstbeschreibung von Pteris marquesensis erfolgte 2011 durch David H. Lorence und Kenneth Richard Wood in PhytoKeys, Nummer 4, Seite 30. Das Artepitheton marquesensis verweist auf die Marquesas-Inseln, auf welchen diese Art endemisch ist.
Pteris marquesensis unterscheidet sich grundlegend von allen anderen in Mikronesien und Polynesien vorkommenden Pteris-Arten. Die in Papua-Neuguinea vorkommende Art Pteris warburgii weist noch die größten Ähnlichkeiten mit Pteris marquesensis auf.